# Luís Filipe II, Duque de Orleães
Luís Filipe José de Orleães (em francês: Louis Philippe Joseph d'Orléans; Saint-Cloud, 13 de abril de 1747 - Paris, 6 de novembro de 1793) também chamado de "Filipe Igualdade" (Philippe Égalité), devido às suas opções políticas liberais e jacobinas, foi um príncipe de sangue francês da casa de Orleães.
Luís Filipe era primo de Luís XVI. Ele sucedeu ao título de Duque de Chartres em 1752 e depois se tornou Duque de Orleães em 1785. Luís Filipe não morava em Versalhes devido à sua rivalidade com a esposa de seu primo, a rainha Maria Antonieta.
Em 1787, após um conflito entre Luís XVI e a nobreza sobre questões financeiras, Luís Filipe foi exilado por desafiar a autoridade do rei no Parlamento. Com a aproximação da convocação dos Estados Gerais em 1789, Luís Filipe foi escolhido para representar a nobreza. Ele expressou apoio às demandas do Terceiro Estado e, em 25 de junho, liderou um pequeno grupo de nobres para se juntar à Assembleia Nacional. Essa mudança trouxe grande prestígio ao duque. Luís Filipe foi então eleito representante na Assembleia Nacional em 1790. Quando a família real tentou fugir da França em 1791, na frustrada Fuga de Varennes, Luís Filipe renunciou ao seu título e mudou seu nome para "Filipe Igualdade". No entanto, mesmo com seu apoio ativo a Revolução Francesa e de ter votado favoravelmente a execução de seu próprio primo, o rei de França, acabou também por ser condenado à guilhotina e executado durante o Reino do Terror.

## Início de vida

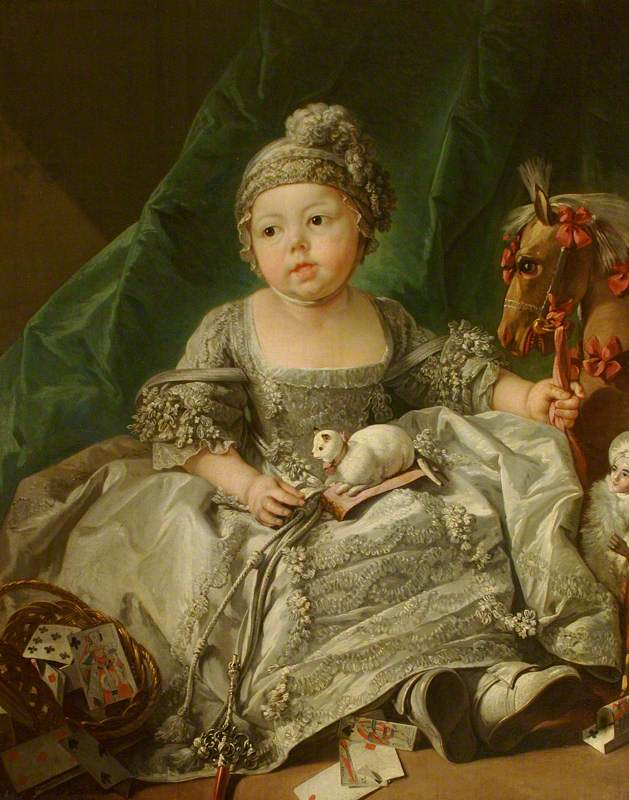
Luís Filipe quando criança, em 1749. Na época, era costume vestir assim garotos muito novos da aristocracia.

Luís Filipe nasceu no Castelo de Saint-Cloud, perto de Paris, como o filho primogénito de Luís Filipe I, Duque de Orleães e sua esposa Luísa Henriqueta de Bourbon. Em 1752, Luís Filipe tornou-se Duque de Chartres após a morte de seu avô, Luís. Em 18 de novembro de 1759, ele foi batizado como príncipe de sangue no Palácio de Versalhes, com o rei Luís XV e a rainha Maria Leszczyńska sendo seus padrinhos.
Ele passou a maior parte da sua infância em Saint-Cloud até se mudar para o Palácio Real em Paris em 1752. Seu pai, Luís Filipe I, nomeou Emmanuel de Pons Saint-Maurice como seu guardião, enquanto o próprio Luís Filipe seguiu uma carreira militar e se dedicou à caça. Ao mesmo tempo, a mãe de Luís Filipe, Luísa Henriqueta de Bourbon, estava tendo um caso amoroso com seu amante, Luís Drummond, Conde de Melfort. Mais tarde, Luís Filipe I, que havia perdido seu comando militar para Luís XV durante a Guerra dos Sete Anos em 1756 , decidiu enviar o filho para o Palácio de Versalhes em junho de 1759. Luísa Henriqueta de Bourbon morreu em fevereiro de 1759 e Luís Filipe I casou-se posteriormente com sua amante, Charlotte-Jeanne de Riou. Charlotte estava tão absorta em sua busca pelo título de Duquesa de Orleães e em suas atividades sociais que pouca atenção dedicou ao enteado.
A educação de Luís Filipe foi inicialmente fornecida por Emmanuel de Pons Saint-Maurice. Quando Luís Filipe se mudou para o Palácio de Versalhes em 1760, ele já havia concluído sua educação básica.

## Casamento

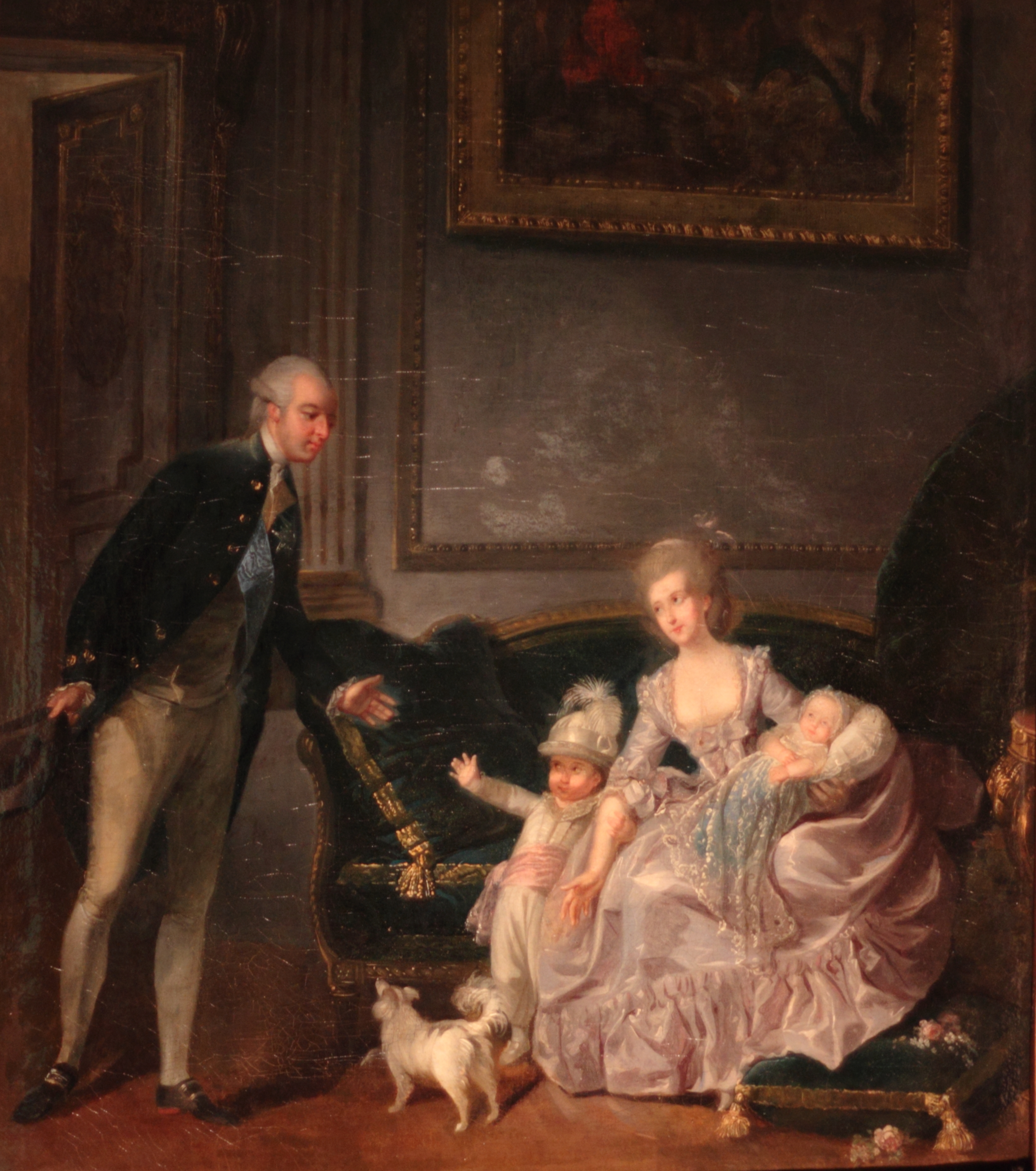
O Duque de Chartres e sua família no Palácio Real por Carlos Lepeintre, em 1776.

Em 6 de junho de 1769, Luís Filipe casou-se com Luísa Maria Adelaide de Bourbon na capela do Palácio de Versalhes. Ela era filha de seu primo, Luís João Maria de Bourbon, Duque de Penthièvre, um dos homens mais ricos da França. Como era certo que sua esposa se tornaria a mulher mais rica da França após a morte de seu pai, Luís Filipe pôde desempenhar um papel político na corte similar ao de seu bisavô Filipe II, Duque de Orleães, que havia sido o Regente da França durante a menoridade de Luís XV. Luísa Maria Adelaide trouxe para a já rica casa de Orleães um dote considerável de seis milhões de livres, uma renda anual de 240.000 livres (posteriormente aumentada para 400.000 livres), bem como terras, títulos, residências e móveis.
Ao contrário do marido, a duquesa de Orleães não apoiou a revolução. Ela era uma católica devota que apoiava a manutenção da monarquia na França, bem como seguia as ordens do Papa Pio VI. Esta foi a causa de uma das rixas do casal, pois seu primeiro filho, o futuro "Rei dos Franceses", seguiu os passos do pai e se juntou à facção jacobina.
O duque e a duquesa de Orleães tiveram seis filhos:
1. Filha natimorta (10 de outubro de 1771);
2. Luís Filipe (6 de outubro de 1773 – 26 de agosto de 1850), rei dos Franceses no período compreendido entre a revolução de julho de 1830 e as revoluções que abalaram a Europa em 1848;
3. Antônio Filipe (3 de julho de 1775 – 18 de maio de 1807), duque de Montpensier, morreu no exílio em Salthill, na Inglaterra;
4. Adelaide (23 de agosto de 1777 – 31 de dezembro de 1847), conhecida como Mademoiselle de Chartres (1777), Mademoiselle de Orleães (1782), depois Mademoiselle (1783-1812) e Madame Adelaide (1830);
5. Francisca (23 de agosto de 1777 – 6 de fevereiro de 1782), irmã gêmea de Adelaide, conhecida como Mademoiselle de Orleães; morreu na infância;
6. Luís Carlos (7 de outubro de 1779 – 30 de maio de 1808), conde de Beaujolais, morreu no exílio em Malta.

## Escândalos

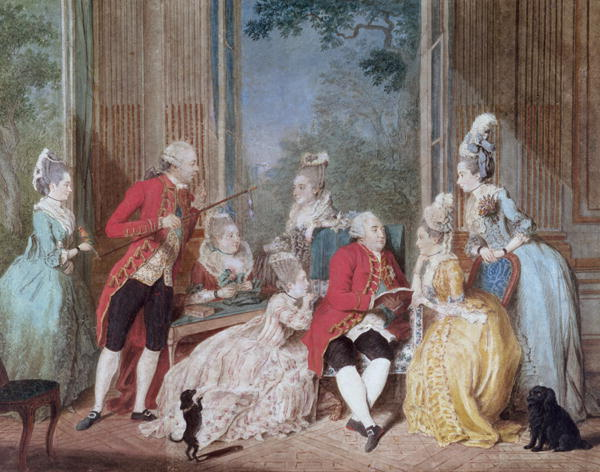
O Salão do Duque de Orleães por Louis Carrogis Carmontelle, c. 1770. Luís Filipe (na altura Duque de Chartres) é o segundo no canto esquerdo.

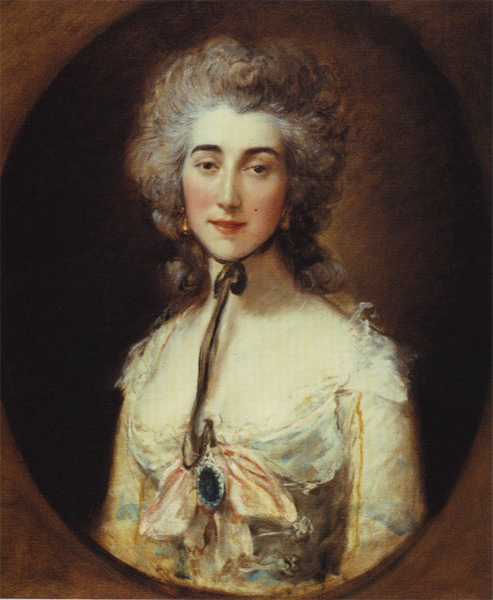
Grace Elliott, cortesã inglesa e amante mais celébre do duque.

Durante os primeiros meses de casamento, o duque parecia devotado à esposa, mas logo voltou à vida de libertinagem que levava antes do casamento. Luís Filipe era um mulherengo conhecido e, como vários de seus ancestrais, como Luís XIV e Filipe II, Duque de Orleães, teve várias amantes.
Durante o verão de 1772, o duque começou sua ligação secreta com uma das damas de companhia de sua esposa, Stéphanie Félicité, Condessa de Genlis, sobrinha de Charlotte-Jeanne de Riou, a esposa morganática do pai de Luís Filipe. De uma relação arrebatadora no início, o caso esfriou em poucos meses e, na primavera de 1773, foi dado como encerrado. No entanto, Madame de Genlis permaneceu a serviço da esposa do duque no Palácio Real e tornou-se amiga de confiança de ambos. Luís Filipe e Luísa Maria Adelaide  apreciavam sua inteligência e, em julho de 1779, nomearam-na como governanta das suas filhas gêmeas (nascidas em 1777).
Poucos anos depois, na década de 1780, o duque iniciaria uma relação com aquela que seria uma de suas amantes mais conhecidas, a cortesã inglesa Grace Elliott. Elliott foi apresentada ao duque pelo Príncipe de Gales em 1784 e, em 1786, ela fixou residência permanente em Paris e se tornou sua amante. Em troca de sua companhia, o duque concedeu-lhe uma casa na Rue Miromesnil e uma propriedade em Meudon, ao sul de Paris. Durante este período, Elliott também buscou ligações com o Duque de Fitz-James e o Príncipe de Conde. Elliott foi detida com a queda do duque; estava na prisão esperando a execução na guilhotina, mas foi libertada após a morte de Robespierre. Escreveu sua autobiografia, narrando as experiências no período, intitulada Ma Vie Sous La Révolution, publicada postumamente, em 1859. A relação do duque com Elliott, entre outros episódios históricos quando da Revolução Francesa, foi retratada no drama histórico de 2001 do diretor francês Éric Rohmer, A Inglesa e o Duque.
Foi alegado que Lady Edward FitzGerald, nascida Stephanie Caroline Anne Syms, também conhecida como Pamela, era filha natural do duque e da condessa de Genlis. De fato, o duque reconheceu apenas um filho nascido fora do casamento, Victor Leclerc de Buffon (1792–1812), conhecido como o cavaleiro de Saint-Paul e cavaleiro de Orleães, fruto da relação de Luís Filipe com Marguerite Françoise de Buffon, Condessa de Buffon.

## A Revolução

### Ideologia liberal

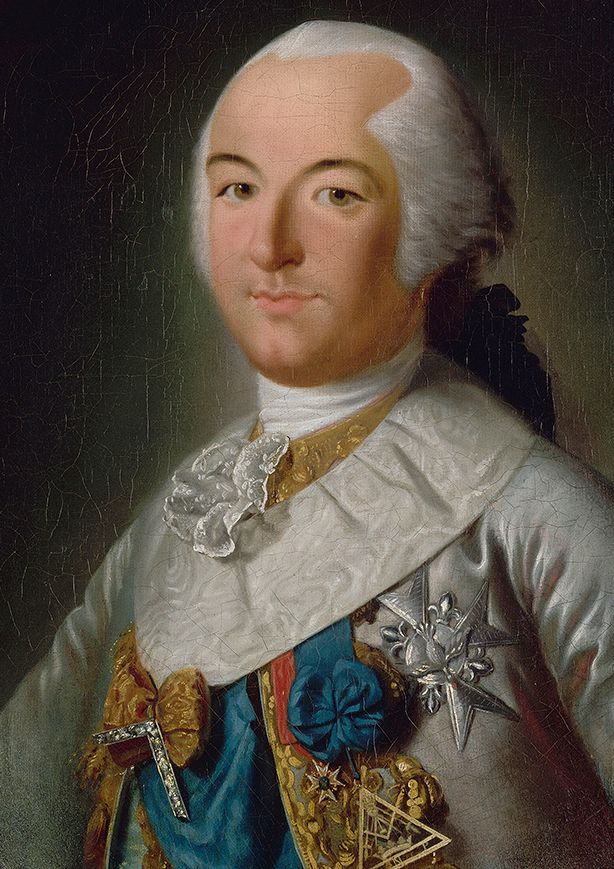
Luís Filipe, primeiro Grão-Mestre do Grande Oriente da França.

Em agosto de 1787, o duque de Orleães e seu secretário Charles-Louis Ducrest, irmão de Madame de Genlis, apresentaram propostas para melhorar a situação financeira da França. Luís Filipe se juntou à facção jacobina e aderiu fortemente aos princípios de Diderot, Voltaire e Rousseau. Ele estava interessado em criar uma forma de governo mais moral e democrática na França. À medida que se interessava cada vez mais pelas ideias de Rousseau, ele começou a promover ideias iluministas, como a separação entre igreja e Estado e uma monarquia limitada. Ele também votou contra o feudalismo e a escravidão.
Além de ser jacobino, Luís Filipe também foi Grão-Mestre do Grande Oriente da França, a mais poderosa Obediência Maçônica da Maçonaria Continental mundial (que agora se opõe à Maçonaria "Regular" da Grande Loja Unida da Inglaterra e à maioria das lojas nos Estados Unidos da América), de 1771 a 1793, embora não tenha comparecido a uma reunião até 1777. Mais tarde, ele se distanciou da Maçonaria em uma carta datada de janeiro de 1793, e o Grande Oriente desocupou sua posição em 13 de dezembro de 1793 (no entanto,Luís Filipe já havia sido executado semanas antes).
Luís Filipe também era um grande admirador da monarquia constitucional britânica. Ele defendeu fortemente a adoção pela França de uma monarquia constitucional em vez da monarquia absoluta que estava em vigência na época.

### Palácio Real

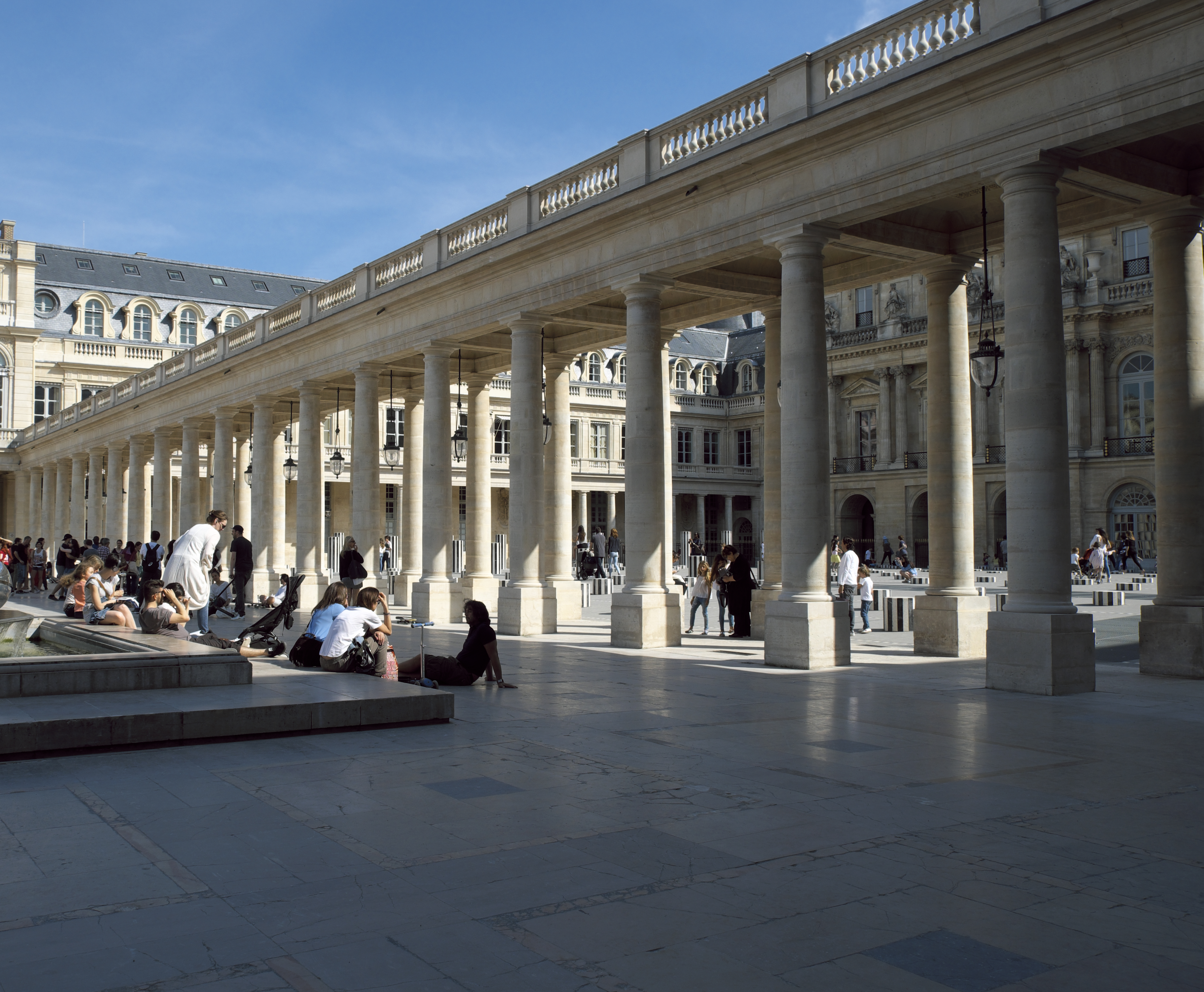
Galeria Orleães do Palácio Real.

Como o novo Duque de Orleães, uma das muitas propriedades que Luís Filipe herdou de seu pai foi o Palácio Real, que ficou conhecido como "Palácio Igualdade" em 1792, porque ele abriu suas portas para todas as pessoas da França, independentemente de sua classe. Ele empregou guardas suíços para recusar a entrada apenas de "bêbados, mulheres em trajes excessivamente indecentes e aqueles em farrapos".  Ele construiu lojas e cafés onde as pessoas podiam interagir, e logo se tornou um centro da vida social em Paris. Como a polícia parisiense não tinha autoridade para entrar na propriedade privada do duque, tornou-se um centro de atividades ilegais, como comércio de bens roubados, negócios suspeitos e disseminação de ideias revolucionárias. Na verdade, era um lugar comum para os jacobinos se reunirem e discutirem seus planos e ideias. Muitos membros da Assembleia Nacional alegaram que o Palácio Real era o "berço da Revolução". O objetivo de Luís Filipe era criar um lugar onde as pessoas pudessem se encontrar, o que ele argumentava ser uma parte crucial da democracia e uma "necessidade física para a vida civil".
Durante os meses que antecederam a eclosão da violência revolucionária em julho de 1789, Luís Filipe empreendeu várias ações pessoais que tiveram o efeito de aumentar sua posição pessoal entre a população em geral. Isso incluiu seu endosso de um panfleto descrevendo o processo a ser seguido na criação de assembleias locais, a venda de obras de arte para fornecer fundos para assistência aos pobres e um incidente durante os motins de reveillon, onde ele espalhou moedas entre uma multidão animada.

### Papel nos Estados Gerais
Luís Filipe foi eleito para os Estados Gerais de 1789 por três distritos: pela nobreza de Paris, Villers-Cotterêts e Crépy-en-Valoi . Como um nobre no Segundo Estado, ele era o chefe da minoria liberal sob a orientação de Adrien Duport. Embora fosse um membro do Segundo Estado, ele sentia uma forte conexão com o Terceiro Estado, pois eles constituíam a maioria dos membros nos Estados Gerais, mas eram os mais sub-representados. Quando o Terceiro Estado decidiu fazer o Juramento do Jogo da Péla e se separar dos Estados Gerais para formar a Assembleia Nacional, Luís Filipe foi um dos primeiros a se juntar a eles e foi uma figura muito importante na unificação da nobreza e do Terceiro Estado. Na verdade, ele liderou seu grupo minoritário de quarenta e sete nobres para se separar de sua propriedade e se juntar à Assembleia Nacional.

### Marcha sobre Versalhes

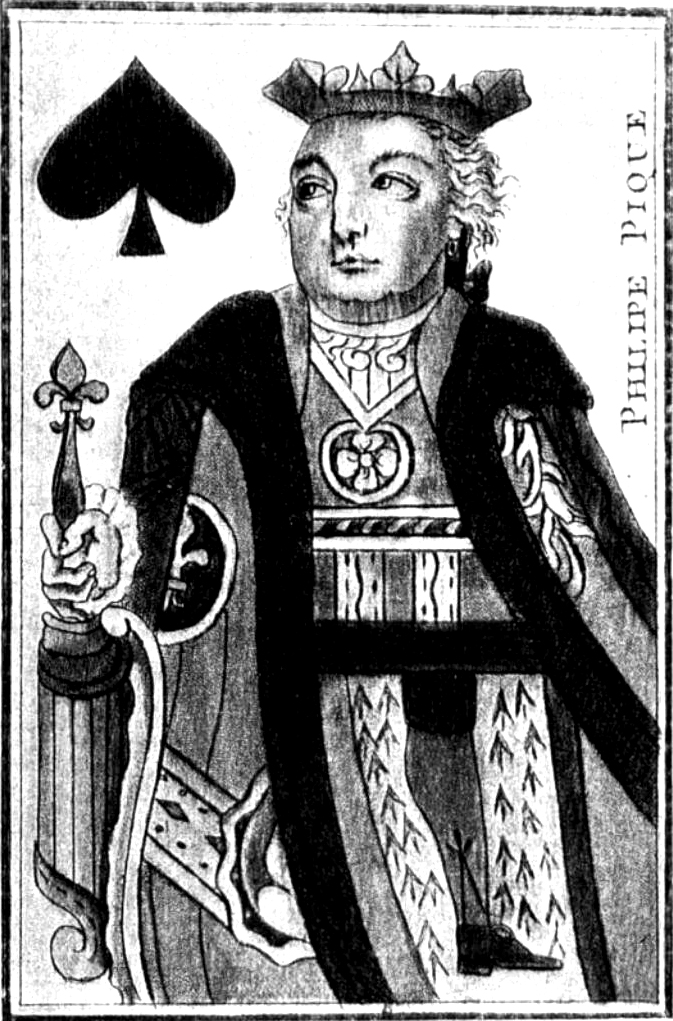
Caricatura de Luís Filipe como rei de espadas.

Uma das principais acusações lançadas contra Luís Filipe foi a sua suposta incitação à Marcha das Mulheres sobre Versalhes em 5 de outubro de 1789, que a nobreza tradicional acreditava ter sido orquestrada para derrubar o rei e ganhar popularidade entre o povo. Ele foi acusado de financiar os tumultos, bem como de chamar os manifestantes de seus "amigos", que gritavam: "Viva Orleães" ou "Viva nosso pai, viva o rei de Orleães!" O Tribunal Superior do Grand Châtelet de Paris também o acusou de agir como cúmplice de Honoré Gabriel Riqueti, Conde de Mirabeau, em uma tentativa de assassinar Luís XVI e sua esposa Maria Antonieta, durante este período. No início da manhã de 6 de outubro, um grupo de manifestantes entrou no palácio por um portão desprotegido, procurando o quarto da rainha, eles foram rapidamente seguidos por muitos e brigas com guardas reais ocorreram nos corredores e do lado de fora dos apartamentos da rainha. Maria Antonieta e suas damas escaparam por pouco para o quarto do rei diante dos violentos intrusos; a rainha suspeitou que Orleães havia planejado a tentativa de ataque contra ela. A filha de Maria Antonieta, Maria Teresa Carlota, compartilhava a mesma suspeita, escrevendo mais tarde que "[o] projeto principal era assassinar minha mãe".
O Marquês de Lafayette, que era muito influente na França na época e um suposto "amigo" de Orleães, sugeriu que ele fosse para as Ilhas Britânicas com a promessa de que ele poderia potencialmente se tornar o chefe de Estado de Brabante. No entanto, é provável que Lafayette visse Orleães como uma ameaça ao seu controle da política revolucionária e que ele pretendia tirar Luís Filipe do país. No início, foi difícil convencer Orleães a deixar a França durante esses tempos difíceis, mas após forte pressão e sedução de Lafayette, ele acabou indo embora. Ao longo de suas semanas no exílio, ele escreveu várias cartas expressando seu forte desejo de retornar à França. Depois de passar meses nas Ilhas Britânicas, Orleães retornou à França para a Festa da Federação; mas ele nunca recuperou a mesma influência que desfrutava em 1789 antes de sua partida. Aqueles que não o apoiaram, assim como pessoas no exterior, o rotularam como um covarde por fugir para a Inglaterra como resultado de acusações contra ele, chamando-o de um período de "exílio". No entanto, ele foi capaz de manter sua posição na Assembleia Nacional até sua dissolvição em 30 de setembro de 1791.

### Cidadão Igualdade

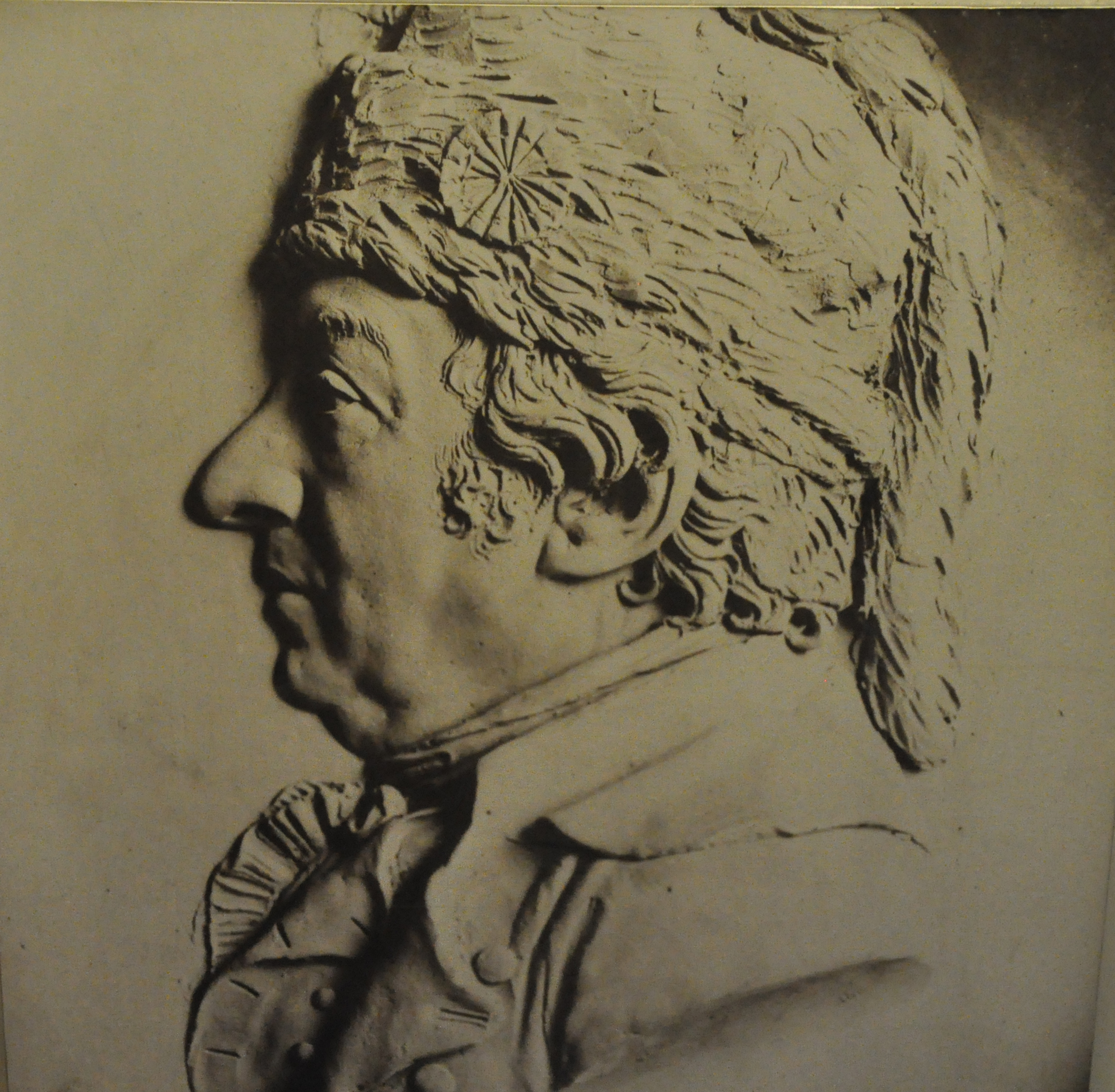
Efígie de "Filipe Igualdade" com o barrete revolucionário.

Devido à ideologia liberal que separava Luís Filipe do resto de sua família real, ele sempre se sentiu desconfortável com seu nome. Ele sentiu que as conotações políticas associadas ao seu nome não correspondiam às suas filosofias democráticas e iluministas, então ele solicitou que a Comuna de Paris permitisse que seu nome fosse alterado, o que foi concedido. Pouco depois dos Massacres de Setembro de 1792, ele mudou seu sobrenome para "Igualdade" (Égalité em francês). Como uma das três palavras do lema da Revolução Francesa "Liberdade, Igualdade, Fraternidade" (Liberté, Égalité, Fraternité), ele sentiu que esse nome o representava melhor como um símbolo do povo francês e pelo que eles estavam lutando.
Igualdade também atribuiu seu novo sobrenome à reputação de generosidade que ele tinha entre o povo da França, especialmente os pobres. Ele era bem conhecido por distribuir comida e dinheiro aos pobres, bem como fornecer abrigo para os desabrigados durante o inverno rigoroso de 1788-1789.
Sobre sua decisão, em uma carta de 1793 ao seu advogdo, Luís Filipe comentou:

"Por que você me chama de "Orleães", um nome que você sabe que não assino desde o início da Assembleia Constituinte, que proibiu o uso de qualquer título ou desígnio territorial? Existe algum decreto que ordene que eu seja chamado de "Orleães"? Já fiz esta pergunta aos cidadãos Gérard e Voidel, mas não obtive resposta; talvez eu fique mais feliz falando com você. Quero saber porque, se houver, é ridículo demais para mim continuar assinando "Igualdade". No entanto, esse ridículo seria bastante involuntário, pois não tenho conhecimento de que deveria assinar de outra forma."

– Carta escrita da prisão em 1793 por "Filipe Igualdade" para seu advogado Jean-Baptiste Lemaire.

### Relacionamento com Luís XVI
Embora fosse parente do rei Luís XVI, Luís Filipe nunca manteve um bom relacionamento com seu primo. Ao herdar o título de Duque de Orleães, Luís Filipe também se tornou o "Primeiro príncipe de sangue" (Premier prince du sang; a figura mais importante do reino depois da família imediata do rei. A família do duque era a próxima na linha de sucessão ao trono francês em caso da linha principal dos Bourbon se extinguisse. Por esse motivo, muitos nobres supuseram que o objetivo do duque era tomar o trono de seu primo. Luís Filipe e a esposa do rei, Maria Antonieta, também se detestavam. Maria Antonieta o odiava pelo que ela via como traição, hipocrisia e egoísmo, e ele, por sua vez, a desprezava por seu estilo de vida frívolo e perdulário. A relutância do rei em conceder a Luís Filipe uma posição no exército após o resultado indeciso na Batalha de Ushant é considerada outra razão para o descontentamento do duque com o rei.
O ápice do descontentamento de Luís Filipe com o rei ocorreu quando o "Igualdade" votou a favor da execução de Luís XVI. Ele havia concordado entre amigos próximos que votaria contra sua execução, mas cercado pelos montanheses (Montagnards), uma facção radical na Convenção Nacional, ele voltou atrás em sua palavra, para a surpresa de muitos. Uma maioria (75 votos) era necessária para indiciar o rei e um número esmagador de 394 votos foi coletado a favor de sua morte. O rei ficou especialmente chocado com a notícia, afirmando: "É realmente doloroso para mim ver que o senhor de Orleães, meu parente, votou pela minha morte."

### Condenação à morte e execução

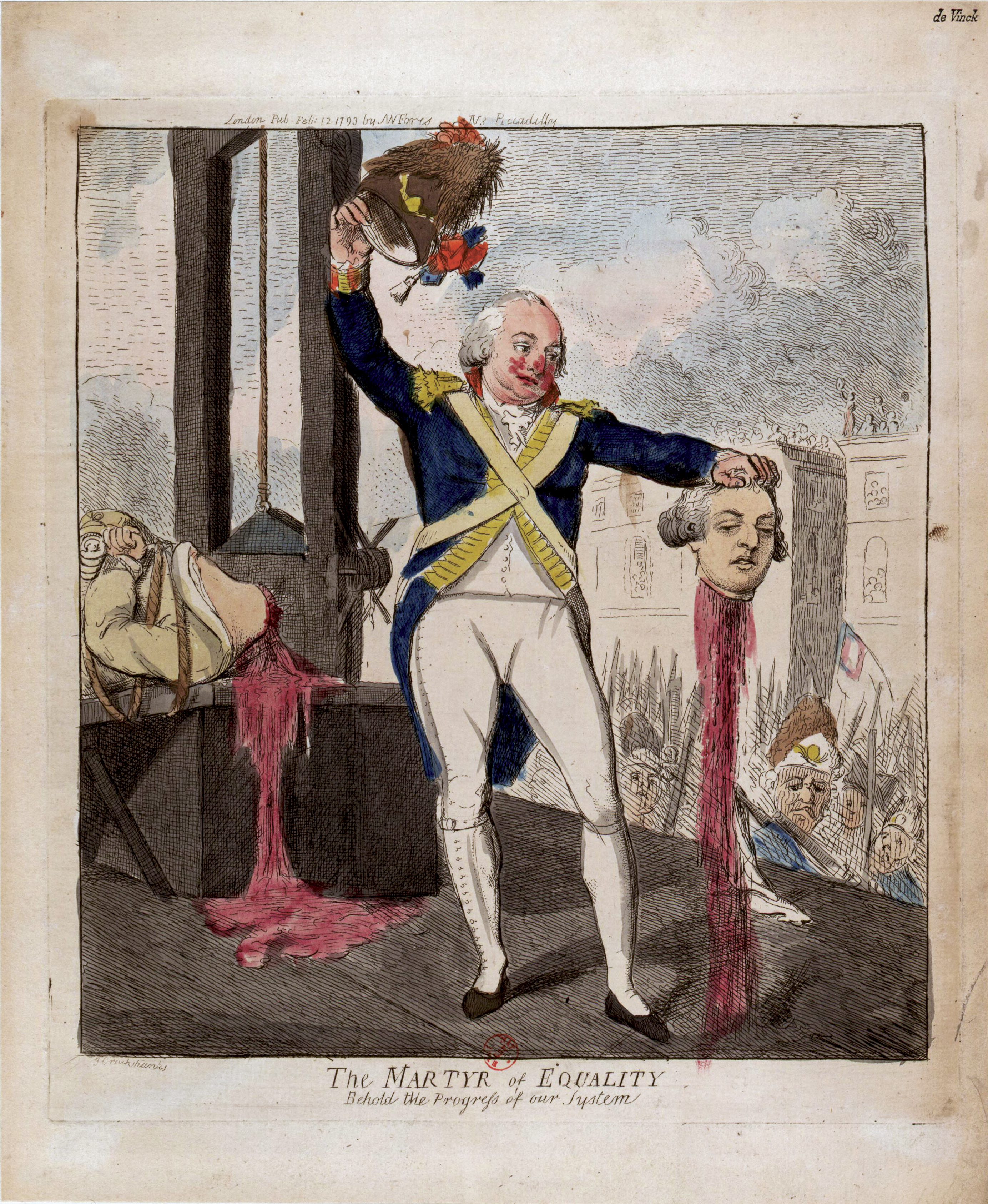
Gravura da execução de "Filipe Igualdade", em 1793.

Em 1 de abril de 1793, um decreto foi votado dentro da Convenção Nacional, incluindo o voto de "Igualdade", que condenava qualquer um com "fortes presunções de cumplicidade com os inimigos da Liberdade". Na época, o filho de "Igualdade", Luís Filipe, que era um general do Exército Revolucionário Francês, juntou-se ao general Charles François Dumouriez em uma conspiração para visitar os austríacos, que eram inimigos da França. Embora não houvesse nenhuma evidência que condenasse "Igualdade" por traição, o simples relacionamento que seu filho tinha com Dumouriez, um traidor aos olhos da Convenção, foi o suficiente para que ele e Luís Charles, Conde de Beaujolais fossem presos em 4 de abril de 1793, com os outros membros da família Bourbon ainda na França nos dias seguintes. Ele passou vários meses encarcerado no Forte Saint-Jean em Marselha até ser enviado de volta a Paris. Em 2 de novembro de 1793, ele foi preso na Conciergerie. Julgado pelo Tribunal Revolucionário em 6 de novembro, foi condenado à morte, e executado no mesmo dia. Terá demonstrado grande coragem quando foi conduzido à guilhotina.
O seu corpo e o de sua cunhada, a Princesa de Lamballe, foram os únicos corpos da realeza francesa assassinada a nunca serem localizados. Apesar de existirem relatos que o corpo de "Igualdade" está enterrado no Cimetière de la Madeleine em Paris.

## Legado

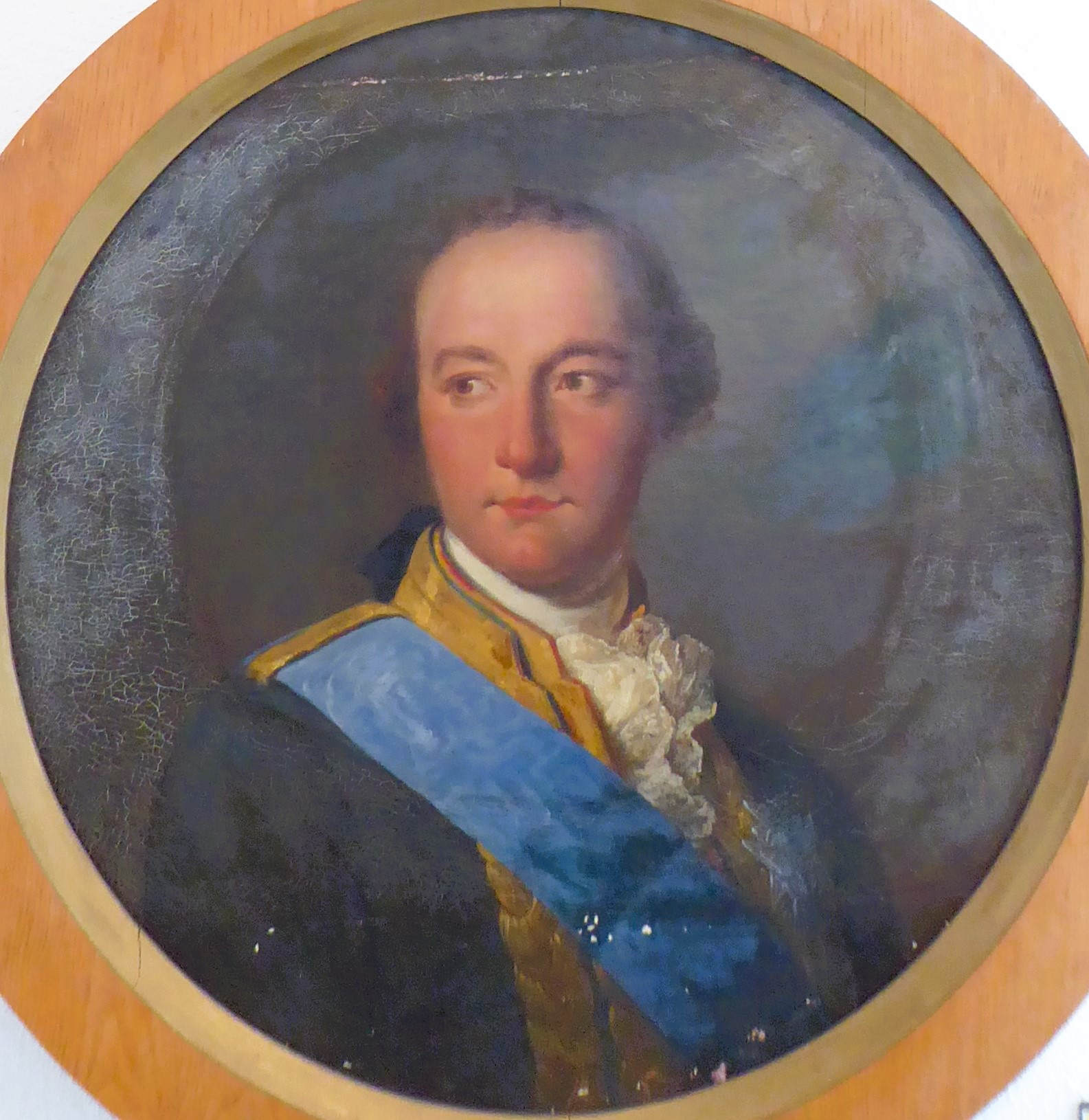
Retrato póstumo de "Filipe Igualdade", comissionado por seu filho em 1839.

Após a execução de "Filipe Igualdade", seu filho primogénito Luís Filipe se recusou a aceitar qualquer plano de se estabelecer como rei na França, no entanto, possivelmente porque estava negociando com os revolucionários a libertação de seus dois irmãos, o duque de Montpensier e o conde de Beaujolais, que haviam sido presos ao mesmo tempo que seu pai. Durante o Diretório e na posterior Era Napoleônica, Luís Filipe viveu de maneira errante pela Europa e América do Norte. Em 1809 ele reconciliou o ramo de Orleães com a família Bourbon. Quando da Restauração Bourbon na França, após a queda de Napoleão, Luís Filipe recuperou as dignidades tradicionalmente mantidas pelo chefe da casa de Orleães. Mais importante, talvez, Luís Filipe recuperou a posse das propriedades e florestas da família, que não haviam sido vendidas após sua própria emigração e a execução de seu pai. No entanto, em 1830, a tentativa do rei Bourbon Carlos X de restabelecer ordenanças absolutistas desencadeou uma rebelião na França, o deu a Luís Filipe sua tão esperada oportunidade de ganhar poder. No final de julho, Luís Filipe foi para Paris, onde, envolto na bandeira tricolor, dirigiu-se ao Hôtel de Ville (Prefeitura) e reuniu-se com o Marquês de Lafayette, comandante da guarda nacional e herói veterano da oposição liberal. Enquanto isso, os deputados da legislatura existente o elegeram tenente-general do reino (31 de julho). Carlox X tentou impedir mas acabou por reconhecer a nomeação, seguida de sua abdicação forçada. Em 7 de agosto, o governo provisório de deputados e pares presentes em Paris declarou o trono vago. Seguindo a terminologia da Constituição de 1791, Luís Filipe foi proclamado "Rei dos franceses pela graça de Deus e pela vontade do povo" em 9 de agosto, com a família Orleães finalmente ocupando o trono francês.
Atualmente, monarquistas mais tradicionalistas associam os descendentes do Duque de Orleães à traição, que deu-se por meio do voto favorável do duque à execução do rei Luís XVI. Desde que a linha principal da Casa de Bourbon foi extinta na linha masculina em 1883, ainda há um debate acalorado entre os monarquistas franceses sobre quem, no caso de uma restauração da monarquia, seria o pretendente "legítimo" ao trono. Os orleanistas, como as organizações sucessoras da extrema-direita Action Française (como o Centre Royaliste d'Action Française CRAF), compreendem a casa de Orleães como a legítima casa real da França e João, Conde de Paris como o pretendente ao trono. Os legitimistas, contudo, assumem que as reivindicações dos Bourbons mais antigos foram transferidas para o ramo espanhol da família. O atual chefe da casa de Bourbon, que este movimento considera legítima, é o banqueiro de investimentos Louis Alphonse de Bourbon, nascido em Madrid em 1974. Uma terceira corrente, representada pela Alliance Royale, preocupa-se principalmente com uma voz unificada dos monarquistas e, portanto, deixa deliberadamente em aberto a questão da legitimidade das dinastias.